# Liste der Kulturdenkmäler in Zell (Mosel)
In der Liste der Kulturdenkmäler in Zell (Mosel) sind alle Kulturdenkmäler der rheinland-pfälzischen Stadt Zell (Mosel) einschließlich der Stadtteile Kaimt und Merl aufgeführt. In den Stadtteilen Althaus und Barl sind keine Kulturdenkmäler ausgewiesen. Grundlage ist die Denkmalliste des Landes Rheinland-Pfalz (Stand: 21. September 2023).

## Zell (Mosel)

### Denkmalzonen
| Bezeichnung                 | Lage                                 | Baujahr      | Beschreibung | Bild            |
| --------------------------- | ------------------------------------ | ------------ | --- | --------------- |
| Denkmalzone Vorstadt Corray | Corray 11–35 (ungerade Nummern) Lage | 1920er Jahre | geschlossene Zeile von Wohnhäusern im Heimatstil, meist 1920er Jahre, großteils Putzbauten mit Mansarddächern und Zwerchgiebeln | Fotos hochladen |

### Einzeldenkmäler
| Bezeichnung                           | Lage                                 | Baujahr                             | Beschreibung | Bild                                    |
| ------------------------------------- | ------------------------------------ | ----------------------------------- | --- | --------------------------------------- |
| Stadtbefestigung                      |                                      | 13. bis 15. Jahrhundert             | errichtet vom 13. bis 15. Jahrhundert, nach der Zerstörung von 1689 erhalten: sechsgeschossiger „Bachturm“, 1899 zu Torturm umgebaut (Friedhofstor), im Turm Heiligenhäuschen, Vesper, 18. Jahrhundert ⊙; „Pulverturm“, dreigeschossiger Rundturm mit Schweifhaube nach 1689 ⊙; Stadttorrest auf der Moselseite zwischen Balduinstraße 41 und 43 ⊙                                                                                             | Fotos hochladen                         |
| Alter Bahnhof                         | Am Bahnhof 1 Lage                    | 1905                                | ehemaliger Bahnhof der Moseltalbahn, 1905; Krüppelwalmdachbau, teilweise Fachwerk, eingeschossige Fachwerkanbauten, Turm. Das Bild zeigt das Bahnhofsgebäude von der Moselseite (ehemalige Bahnstrecke) aus. | Fotos hochladen                         |
| Katholische Kirche St. Peter und Paul | Balduinstraße Lage                   | 1786–92                             | Saalbau, 1786–92 | weitere Bilder Fotos hochladen          |
| Portal                                | Balduinstraße, an Nr. 23 Lage        | um 1910                             | reich skulptiertes Portalgewände, um 1910 | BW                                      |
| Verbindungsbrücke                     | Balduinstraße 31 Lage                | 1904/08                             | torartige Verbindungsbrücke; neubarocker Putzbau, bezeichnet 1904/08 | weitere Bilder Fotos hochladen          |
| Wohnhaus                              | Balduinstraße 32 Lage                | 1849                                | dreigeschossiger Putzbau, 1849, mit neun spätgotischen Maßwerkfenstern | BW                                      |
| Kurtrierisches Burghaus               | Balduinstraße 37 Lage                | 1532                                | dreigeschossiger Fachwerk-/Massivbau, Treppen, bezeichnet 1532, moselseitig dreigeschossiger Massivbau, 16. Jahrhundert | Fotos hochladen                         |
| Rathaus                               | Balduinstraße 44 Lage                | 1881                                | zweiflügeliger Backsteinbau, Eckturm, 1881 | weitere Bilder Fotos hochladen          |
| Wohnhaus                              | Balduinstraße 69 Lage                | um 1900                             | dreigeschossiger neugotischer Putzbau, um 1900 | BW                                      |
| Wohnhaus                              | Balduinstraße 105 Lage               | um 1910                             | dreigeschossiger späthistoristischer Putzbau, neuromanisch und neubarock, um 1910 | BW                                      |
| Wohnhaus                              | Brandenburg 5 Lage                   | um 1900                             | erhaltenen Hälfte eines um 1900 am Moselufer errichteten Doppelhauses, Mansarddachbau, Heimatstil | BW                                      |
| Villa                                 | Brandenburg 32 Lage                  | 1896/97                             | Walmdach-Villa, Backstein, Neurenaissance, 1896/97 | BW                                      |
| Verwaltungsgebäude                    | Corray 1 Lage                        | 1912/13                             | ehemalige Amtsverwaltung Zell/Land; repräsentativer Mansarddachbau mit Risaliten in Heimatstilformen, 1912/13, Architekt Otto Finé, Zell | Fotos hochladen                         |
| Scharfrichterkreuz                    | Corray, an Nr. 4 Lage                | 1782                                | Scharfrichterkreuz, bezeichnet 1782 | BW                                      |
| Johannesbrunnen                       | Corray, vor Nr. 13 Lage              |                                     | Johannesbrunnen | Fotos hochladen                         |
| Wohnhaus                              | Corray 20 Lage                       | um 1900                             | späthistoristischer Backsteinbau, teilweise Fachwerk, Mansarddach, um 1900 | BW                                      |
| Wohnhaus                              | Corray 51 Lage                       | um 1910/20                          | Putzbau, um 1910/20 | Fotos hochladen                         |
| Wohnhaus                              | Cuxborn 8 Lage                       | 1770                                | dreigeschossiges Fachwerkhaus, teilweise massiv, verputzt, bezeichnet 1770; Pietà | BW                                      |
| Alter Friedhof                        | Jakobstraße                          | 19. Jahrhundert                     | Kreuz, 19. Jahrhundert; Gesamtanlage | Direkt Bild zu diesem Denkmal hochladen |
| ehemalige Synagoge                    | Jakobstraße 13 Lage                  | 1849                                | eingeschossiger Putzbau, bezeichnet 1849, spätgotisches Portal | BW                                      |
| Wohnhaus                              | Jakobstraße 15 Lage                  | 1928                                | dreigeschossiger Walmdachbau mit neugotischen Motiven, den Wirtschaftstrakt des Schlosses an der Nordfront abschließend, 1928; zugeordnet die Hälfte des zum Schloss gehörenden Remisengebäudes des 16. Jahrhunderts | Fotos hochladen                         |
| Brunnen „Schwarze Katz“               | Marktstraße, Ecke Balduinstraße Lage | 1936                                | Brunnen „Schwarze Katz“; Basalt, 1936 | weitere Bilder Fotos hochladen          |
| Takenplatte                           | Römerstraße, an Nr. 48 Lage          | 15. Jahrhundert                     | Takenplatte, 15. Jahrhundert | BW                                      |
| Wohnhaus                              | Römerstraße 64 Lage                  | Anfang des 20. Jahrhunderts         | dreigeschossiges späthistoristisches Fachwerkhaus, teilweise massiv, Krüppelwalmdach, Treppenturm, Anfang des 20. Jahrhunderts | BW                                      |
| Schloss Zell                          | Schloßstraße 8–10 Lage               | 1535–42                             | spätgotischer Zweiflügelbau mit runden (Hauptbau) und polygonalen (Torbau) Ecktürmen 1535–42, Architekt eventuell F. Kauffmann, im 16. und 18. Jahrhundert ausgebaut; Gesamtanlage | weitere Bilder Fotos hochladen          |
| Post                                  | Schloßstraße 12 Lage                 | 1920er Jahre                        | ehemalige Post; dreigeschossiger expressionistischer Krüppelwalmdachbau, Treppenturm; an der Jakobsstraße: Putzbau, 1920er Jahre | BW                                      |
| Wohnhaus                              | Schloßstraße 27 Lage                 | erstes Viertel des 19. Jahrhunderts | klassizistischer Putzbau, erstes Viertel des 19. Jahrhunderts | BW                                      |
| Finanzamt                             | Schloßstraße 36 Lage                 | 1928                                | viergeschossiger Putzbau, (ab ?) 1928 | Fotos hochladen                         |
| Kreishaus                             | Schloßstraße 42 Lage                 | 1920/30                             | ehemaliges Kreishaus; Dreiflügelbau, 1920/30 | Fotos hochladen                         |
| Evangelisches Pfarrhaus               | Schloßstraße 61 Lage                 | um 1910                             | ehemaliges evangelisches Pfarrhaus; neubarocker Mansarddachbau, um 1910 | Fotos hochladen                         |
| Neuer Friedhof                        | Zeller Kehr Lage                     | ab dem 17. Jahrhundert              | Bachturm (siehe Stadtbefestigung) mit Funktion eines Friedhoftores, davor Wegekreuz bezeichnet 1741 und drei Grabkreuze bezeichnet 1632, 1643 und 1805; neugotische Friedhofskapelle, um 1900; Heiligenhäuschen, 19. oder 20. Jahrhundert, Kreuzwegstationen, 18. Jahrhundert; zwei Grabkreuze, 18. Jahrhundert; Kriegerdenkmal, 1920er Jahre; Grabmal Familie Fier, neugotische Fiale, 1882 ff.; neugotische Nischenfigur des heiligen Petrus | BW                                      |
| Collisturm                            | östlich der Stadt Lage               | um 1906                             | Aussichtsturm mit Kuppel, Backstein, um 1906 | BW                                      |

### Ehemalige Kulturdenkmäler
| Bezeichnung | Lage                         | Baujahr | Beschreibung                                                          | Bild |
| ----------- | ---------------------------- | ------- | --------------------------------------------------------------------- | ---- |
| Wappen      | Schloßstraße, an Nr. 71 Lage |         | gusseisernes Wappen; Gebäude abgebrochen, Verbleib des Wappens unklar | BW   |

## Kaimt

### Einzeldenkmäler
| Bezeichnung                               | Lage                                | Baujahr                   | Beschreibung | Bild            |
| ----------------------------------------- | ----------------------------------- | ------------------------- | --- | --------------- |
| Hof der Boos von Waldeck                  | Boos-von-Waldeck-Hof 1 Lage         | 1551                      | Fachwerkhaus, teilweise massiv, Ständerbau, bezeichnet 1551, Portal 1620; seitlich barocker Pavillon; Scheune; Garten, Mauer mit Wappen; Gesamtanlage                                                | Fotos hochladen |
| Wohnhaus                                  | Klemensgasse 4 Lage                 | 16. Jahrhundert           | Fachwerkhaus, teilweise massiv, 16. Jahrhundert | BW              |
| Wohnhaus                                  | Pfalzgasse 5 Lage                   | 16. Jahrhundert           | Fachwerkhaus, teilweise massiv, eventuell aus dem 16. Jahrhundert | BW              |
| Katholische Pfarrkirche St. Jakobus Maior | Pfalzgasse 27 Lage                  |                           | spätromanischer Turm mit Barockportal | BW              |
| Sühnekreuz                                | Plänterstraße, bei Nr. 5 Lage       | 1731                      | Sühnekreuz, im Volksmund bekannt als „Zieglerkreuz“, 1886 erneuert, 1968 nochmals erneuert und zu Haus Nr. 7 versetzt                                                                                | BW              |
| Wegekapelle                               | Plänterstraße, vor Nr. 29 Lage      | 1370                      | Wegekapelle; innen Relief sowie Muttergottes, Deckengemälde und Holzkreuz aus dem 17. Jahrhundert, erbaut zu Ehren der „Allerheiligsten Dreifalligkeit“, im Volksmund bekannt als „Plänterkapellche“ | Fotos hochladen |
| Hof der Abtei St. Maximin                 | St.-Maximinhof 1/2 Lage             | 18. Jahrhundert           | zweiflügeliger Krüppelwalmdachbau, 18. Jahrhundert; Wappen 1575; Wappen der Äbte Matthias von Saarburg und Willibald Schäfer; an Nr. 2 Portal, bezeichnet 166[x], Wappen                             | BW              |
| Wohnhaus                                  | Untere Barlstraße 7 Lage            | Ende des 16. Jahrhunderts | Fachwerkhaus, teilweise massiv, Ständerbau, Krüppelwalmdach, Mitte des 16. Jahrhunderts; Fachwerkanbau Ende des 16. Jahrhunderts                                                                     | Fotos hochladen |
| Gedenkkapelle                             | nördlich des Ortes an der B 53 Lage | 1886                      | Gedenkkapelle, geweiht der „schmerzhaften Mutter Gottes“; Backsteinsaalbau, bezeichnet 1886; im Volksmund bekannt unter „Engelskapellchen“                                                           | BW              |

### Ehemalige Kulturdenkmäler
| Bezeichnung        | Lage                                     | Baujahr         | Beschreibung | Bild                           |
| ------------------ | ---------------------------------------- | --------------- | --- | ------------------------------ |
| Kloster Marienburg | nordwestlich des Ortes Richtung Alf Lage | 14. Jahrhundert | spätgotischer Chor, 14. Jahrhundert, barock überhöht und zum Turm ausgebaut; Ruine 1952–57 wieder ausgebaut; aus Denkmalliste gelöscht | weitere Bilder Fotos hochladen |

## Merl

### Denkmalzonen
| Bezeichnung                    | Lage                           | Baujahr                       | Beschreibung | Bild |
| ------------------------------ | ------------------------------ | ----------------------------- | --- | ---- |
| Denkmalzone ehemaliges Kloster | Klosterweg 4, 5, 7, 13–17 Lage | ab dem späten 13. Jahrhundert | umfasst - Klosterweg 4: Fachwerkhaus (verputzt), Krüppelwalmdach, im Kern aus dem 16. Jahrhundert; - Klosterweg 5, 7, 13–17: Klostergebäude; Westflügel, barocker Mansarddachbau, Barockportal; Nordflügel, Krüppelwalmdachbauten, im Kern wohl aus dem 16. oder 17. Jahrhundert, umgebaut; Ostflügel, ältester Teil mit Kapitelsaal mit Maßwerkfenstern, darüber im Dormitorium (?) Kreuzstockfenster; - Kirche (siehe dort) | BW   |

### Einzeldenkmäler
| Bezeichnung                         | Lage                                         | Baujahr                                | Beschreibung | Bild                           |
| ----------------------------------- | -------------------------------------------- | -------------------------------------- | --- | ------------------------------ |
| Wohnhaus                            | Alte Kirchgasse 1 Lage                       | um 1910                                | dreigeschossiger Putzbau, teilweise Fachwerk, Moselstil, um 1910 | BW                             |
| Wohnhaus                            | Alte Kirchgasse 2 Lage                       | 16. Jahrhundert                        | dreigeschossiges Fachwerkhaus, teilweise massiv, Ständerbau, 16. Jahrhundert; Fachwerkanbau, 18. Jahrhundert; rückwärtig Turmreste | BW                             |
| Bahnhof Merl                        | Hauptstraße 1 Lage                           | um 1905                                | ehemaliger Bahnhof der Moseltalbahn; Untergeschoss Bruchstein, Obergeschoss Fachwerk, um 1905; Turm, um 1471 (Teil der mittelalterlichen Stadtbefestigung) | Fotos hochladen                |
| Wohnhaus                            | Hauptstraße 32, Zandtstraße 19 Lage          | 1478                                   | Fachwerkhaus, teilweise massiv, Ständerbau, dendrodatiert 1478 ± 5 Jahre; Seitenflügel, Fachwerk, teilweise massiv, abgetreppter Giebel, 16. Jahrhundert | BW                             |
| Wohnhaus                            | Hauptstraße 34 Lage                          | 13. Jahrhundert                        | Fachwerkhaus, teilweise Bruchstein, wohl aus dem 13. Jahrhundert, Fachwerk um 1480 | BW                             |
| Wappen                              | Hauptstraße, an Nr. 44 Lage                  | 1731                                   | Wappen, bezeichnet 1731 | BW                             |
| Wohnhaus                            | Hauptstraße 52 Lage                          | Mitte des 19. Jahrhunderts             | dreigeschossiger Bruchsteinbau, Walmdach, Mitte des 19. Jahrhunderts | BW                             |
| Wohnhaus                            | In Spay 25 Lage                              | 1518                                   | spätgotisches Fachwerkhaus, teilweise massiv, verputzt, Krüppelwalmdach, bezeichnet 1518 | BW                             |
| Wohnhaus                            | In Spay 46/48 Lage                           | 16. oder 17. Jahrhundert               | Fachwerkhaus, teilweise massiv, verputzt, 16. oder 17. Jahrhundert | BW                             |
| Katholische Pfarrkirche St. Michael | Klosterweg Lage                              | spätes 13. Jahrhundert                 | ehemals Kirche des Minoritenklosters; Saalbau, spätes 13. Jahrhundert, bezeichnet 1490 und 1728 (Umbauten); außen: Michaelsfigur, Figur eines Benediktiners, barocke Grabplatte, Missionskreuz, 1863 | weitere Bilder Fotos hochladen |
| Schulhäuser                         | Klosterweg, Ecke Zandtstraße Lage            | Mitte des 19. Jahrhunderts und 1910/20 | Alte Schule, neunachsiger Bruchsteinbau, Mitte des 19. Jahrhunderts; daneben die Neue Schule, neubarocker Bruchsteinbau mit Mansarddach, 1910/20 | BW                             |
| Heiligenhäuschen                    | Merlerstraße, gegenüber Nr. 9 Lage           | 18. Jahrhundert                        | Heiligenhäuschen, darin Vesper, eventuell aus dem 18. Jahrhundert | BW                             |
| Wohnhaus                            | Merlerstraße 24 Lage                         | Ende des 19. Jahrhunderts              | Backsteinbau, Ende des 19. Jahrhunderts | BW                             |
| Villa                               | Merlerstraße 45 Lage                         | Anfang des 20. Jahrhunderts            | Villa; Bruchstein-Eingangsloggia und -eckerkerturm, Jugendstil, Anfang des 20. Jahrhunderts | BW                             |
| Wohnhaus                            | Mühlental 78 Lage                            | 18. Jahrhundert                        | Fachwerkhaus, teilweise massiv, 18. Jahrhundert | BW                             |
| Wohnhaus                            | Pfarrgasse 1 Lage                            | um 1910                                | Mansarddachbau, um 1910 | BW                             |
| Wohnhaus                            | Ratsgasse 2 Lage                             | um 1900                                | abgewalmter Mansarddachbau, teilweise Bruchstein und Fachwerk, um 1900 | Fotos hochladen                |
| Wohnhaus                            | Rohrgasse 2 Lage                             | 1542/43                                | dreigeschossiges Fachwerkhaus, teilweise massiv, Ständerbau, dendrodatiert 1542/43 | Fotos hochladen                |
| Heiligenhäuschen                    | Zandtstraße Lage                             | 16. Jahrhundert                        | Heiligenhäuschen; darin spätgotisches Erbärmdebild, 16. Jahrhundert | BW                             |
| Wohnhaus                            | Zandtstraße 17 Lage                          | 1685                                   | Fachwerkhaus, teilweise massiv, Krüppelwalmdach, bezeichnet 1685 und 1686, Fachwerkanbau 18. Jahrhundert | BW                             |
| Wohnhaus                            | Zandtstraße 20 Lage                          | 18. Jahrhundert                        | Mansarddachbau, 18. Jahrhundert, im Kern wohl älter | BW                             |
| Springiersbacher Hof                | Zandtstraße 21, Hauptstraße 38 Lage          | 1754                                   | barocker Putzbau, bezeichnet 1754; Kellereigebäude, Putzbau, 18. Jahrhundert; Garten mit Pavillons; bauliche Gesamtanlage inklusive Neubau an der Hauptstraße | BW                             |
| Wohnhaus                            | Zandtstraße 46 Lage                          | 18. Jahrhundert                        | Fachwerkhaus, verputzt, 18. Jahrhundert, verändert | BW                             |
| Wohnturm                            | Zandtstraße 70 Lage                          | 1248                                   | Wohnturm; Treppengiebel, dendrodatiert 1248, barock überformt | BW                             |
| Klapperburg                         | Zandtstraße 77/79 Lage                       | 16. Jahrhundert                        | ehemaliges Burghaus, Wappen derer von Metzenhausen und von der Leyen, bezeichnet 1720; dreigeschossiger Massivbau, Treppenturm, Eckerkerturm, im Kern wohl aus dem 16. Jahrhundert; zweigeschossiger abgewalmter Mansarddachbau; Gesamtanlage | Fotos hochladen                |
| Wohnhaus                            | Zandtstraße 82 Lage                          | 1442/43                                | Fachwerkhaus, teilweise massiv, Ständerbau, bezeichnet 1632, dendrodatiert 1442/43; Gesamtanlage | BW                             |
| Wohnhaus                            | Zandtstraße 90 Lage                          | 16. Jahrhundert                        | Fachwerkhaus, teilweise massiv, Ständerbau, 16. Jahrhundert | BW                             |
| Wohnhaus                            | Zandtstraße 92/94 Lage                       | 16. Jahrhundert                        | Fachwerkhaus, teilweise massiv, Ständerbau, 16. Jahrhundert | BW                             |
| Sektkellerei                        | Zandtstraße ohne Nummer, Hauptstraße 58 Lage | ab dem 17. Jahrhundert                 | dreigeschossiger Walmdachbau, bezeichnet 1767, im Kern älter; Ecke Michaelsgasse: Fachwerkhaus, teilweise massiv, im Kern aus dem 17. Jahrhundert; an der Hauptstraße: Sektkellerei, Bruchsteinbauten, Ende des 19. Jahrhunderts, Kellereigebäude, 20. Jahrhundert; Ökonomietrakt, Bruchstein, 18. oder 19. Jahrhundert; Fachwerkscheune; Gesamtanlage | BW                             |
| Friedhof mit Kirchturm              | Zum alten Kirchturm Lage                     | ab dem 13. Jahrhundert                 | Friedhof; romanischer Turm der alten Pfarrkirche St. Jacobus Major, fünfgeschossiger Putzbau, Relief, 13. Jahrhundert; Grabkreuz, 1886; Friedhofskreuz, Gusseisen, 1863; Gesamtanlage | Fotos hochladen                |
| Kreuzweg mit Kapelle                | nördlich des Ortes Lage                      | 19. Jahrhundert                        | neugotische Kapelle; Stationen mit Metallreliefs | BW                             |